# Park Narodowy „Raźno”
Park Narodowy „Raźno” (łot. Rāznas nacionālais parks) – najmłodszy park narodowy Łotwy, utworzony w 2007 roku i chroniący drugie co do wielkości jezioro w kraju Raźno (łot. Rāzna). Leży w Latgalii, w gminach: Rzeżyca, Lucyn i Dagda. Obejmuje obszar 532 km² i powstał z inicjatywy Uniwersytetu Dyneburskiego.
Chroni on przede wszystkim jeziora (wody powierzchniowe to ok. 14% jego powierzchni), w tym wiele roślin zrzucających liście na zimę, rozlokowanych na 26 wysepkach jeziora Ežezers. Raźno często nazywane jest Morzem Łatgalii ze względu na piaszczyste plaże oraz liczne ryby (90% wszystkich gatunków występujących na Łotwie). W szczytowym momencie połowy z samego jeziora Raźno stanowiły 10% wszystkich połowów w kraju. Ochronie podlegają też częściowo naturalne tereny trawiaste okolicy. W obrębie parku znajduje się też wzgórze Mākoņkalns (248 m n.p.m., na którego szczycie stoją ruiny zamku krzyżackiego z 1252 roku.
Wśród atrakcji dla turystów dostępne są: rekreacyjne wędkowanie, sporty wodne, sauna, kajakarstwo, plaże, 5 ścieżek rowerowych.